# Adolfo Gaich
Adolfo Julián Gaich, född 26 februari 1999, är en argentinsk fotbollsspelare som spelar för CSKA Moskva.

## Klubbkarriär
Den 5 augusti 2020 värvades Gaich av ryska CSKA Moskva, där han skrev på ett femårskontrakt. Den 29 januari 2021 lånades Gaich ut till italienska Benevento. Den 30 augusti 2021 lånades han ut till spanska Segunda División-klubben SD Huesca på ett säsongslån.

## Landslagskarriär
Gaich debuterade för Argentinas landslag den 10 september 2019 i en 4–0-vinst över Mexiko, där han blev inbytt i den 87:e minuten mot Rodrigo De Paul.